# Раскулинец, Ник
Ник Раскулинец (англ. Nick Raskulinecz; родился в городе Ноксвилле, штат Теннесси) — американский музыкальный продюсер, лауреат премии «Грэмми». На данный момент проживает в Лос-Анджелесе, штате Калифорния.

## Карьера
Раскулинец из города Bearden, что неподалёку от Ноксвилла. Поначалу он продюсировал и записывал группы в Ноксвилле на 8-трековом микшере стоимостью 2,700 $, который купил ему его дедушка. Он играл в популярной местной трэш/фанк группе, которая называлась Hypertribe. После того как группа распалась, Раскулинец перебирается на Запад и устраивается на работу в Лос-Анджелесе, в городскую звукозаписывающую студию помощником. Затем он становится инженером и, в конце концов, продюсером.
Раскулинец становится известным как продюсер Foo Fighters альбома One by One (2002 — победитель Грэмми, лучший рок-альбом 2004) и In Your Honor (2005). Также он сводит звук на нескольких DVD Foo Fighters, которые называются Everywhere But Home, Foo Fighters Live at Wembley Stadium и Skin And Bones,
Также Ник работал над альбомами таких групп: Duff McKagan, Nick Oliveri и the Mondo Generator, Stone Sour, Trivium, Danzig, The Exies, Ash, My Ruin, Velvet Revolver, Shadows Fall, Superdrag, Goatsnake, Marilyn Manson, Alice in Chains,  Fireball Ministry, Rush, Rye Coalition, Death Angel, Evanescence, Deftones, Korn и др.